# روبرتو بولانیو
روبرتو بولانیو (به اسپانیایی: Roberto Bolaño) نویسنده و شاعر شیلیایی و از پیشگامان موج نوی داستان‌نویسی آمریکای جنوبی بود. وی در سال ۱۹۵۳ در شیلی متولد شد و در سال ۲۰۰۳ در سن پنجاه سالگی از دنیا رفت.

## زندگی

### تولد و کودکی
بولانیو که سال ۱۹۵۳ در سانتیاگو به دنیا آمده بود، زندگی‌ای را از سر گذراند که مشخصه اصلی‌اش آوارگی بود. پدرش راننده کامیون و مادرش معلم بود. در زمان کودکی بولانیو، او و خانواده‌اش بین شهرهای مختلف شیلی سرگردان بودند و بالاخره در سال ۱۹۶۸ به مکزیکوسیتی مهاجرت کردند. در این زمان اشتهای او به ادبیات سر باز کرد و چنان حریصانه می‌خواند که به بت تمام زندگی‌اش، خورخه لوئیس بورخس پهلو می‌زد. در اواخر دهه۶۰ تظاهرات خیابانی به کرات در مکزیکوسیتی رخ می‌داد و همین موجب استحاله سیاسی بولانیو شد. در همان زمان تروتسکیست شد و به السالوادور رفت و آنجا با شاعران چپگرایی دوستی به هم زد که دفتر شعر و اسلحه‌شان را همیشه همراه داشتند.

### فعالیت‌های سیاسی
بولانیو در تابستان ۱۹۷۳ به سانتیاگو بازگشت و می‌خواست در انقلاب چپگرایانه‌ای مشارکت کند که بعد از انتخاب دولت سوسیالیستی، در شیلی در حال وقوع بود. سپتامبر همان سال کودتای اگوستو پینوشه رخ داد. بولانیو نقش جاسوس گروه مقاومت را بر عهده گرفت. او در عملیات خیابانی توانایی چندانی نداشت و کارش پخش پیام‌ها بین مخالفان حکومت بود. او در سال ۱۹۷۴ به مکزیکوسیتی برگشت. در کافه‌ای واقع در کاله بوکارلی ـ کرانه غربی مکزیکوسیتی ـ بولانیو با ماریو سانتیاگو ملاقات کرد و این دو مرد به همراه بیش از ۱۲ دوست دیگر گروه چریک‌های ادبی را تشکیل دادند که بولانیو آن را اینفرارئالیستاس نام نهاد. بولانیو بعدها گفت که زیبایی‌شناسی این گروه ترکیبی بود از سوررئالیسم فرانسوی و «دادائیسم به سبک مکزیکی». این گروه مجلات خلاف جریان منتشر کرد و به شکل‌های مختلف به تحریک عرصه عمومی و جلب توجه دست زد؛ کارهایی نظیر خواندن اشعارشان با صدای بلند در جلساتی که «دشمنانشان» در بخش تثبیت شده فرهنگی آمریکای لاتین ترتیب می‌دادند؛ به خصوص اکتاویو پاز، شاعری که در نهایت اولین برنده نوبل تاریخ مکزیک شد.

### اظهارات جنجالی
بولانیو تا زمان مرگ در کشورهای انگلیسی‌زبان محبوب نبوده‌است، به خاطر این مدعا که رئالیسم جادویی «متعفن» است. او گابریل گارسیا مارکز را به عنوان «کسی که عشق حرف زدن با رئیس‌جمهورها و اسقف‌ها را دارد» دست می‌انداخت و از نظرش ایزابل آلنده «مبتذل‌نویسی است که در حوزه‌ای از ادبیات کار می‌کند که از کیچ آغاز و به ادبیات آبگوشتی ختم می‌شود» (آلنده در مصاحبه‌ای به سال ۲۰۰۳ بولانیو را مردی «بسیار نفرت‌انگیز» توصیف کرد و خطاب به او گفت که حتی مرگ هم تو را جذاب‌تر نخواهد کرد).

### ازدواج و بیماری
هر چه به مرگ نزدیک‌تر می‌شد، خروجی ادبی او سریع‌تر و جدی‌تر می‌شد. اواسط دهه ۸۰ او ساکن بلانس، شهری توریستی در کوستابراوای اسپانیا شد. سال ۱۹۹۰ بولانیو با کارولینا لوپز- اهل کاتالونیا- ازدواج کرد و حاصل این ازدواج دو فرزند بود. پدر شدن بولانیو را زیر و رو کرد. او که مجبور بود زندگی‌اش را بچرخاند، شعر را کنار گذاشت و به نثر روی آورد. زمانی که ۳۸سال داشت، فهمید که کبدش شدیداً آسیب دیده و از آن به بعد شروع کرد به نوشتن با تمرکز و وسواس کمتر. از ۱۹۹۶ به بعد سالی یک یا دو کتاب منتشر می‌کرد. باوجود اوضاع نابسامان سلامتی‌اش می‌توانست ۴۸ساعت یک‌نفس بنویسد پیش از آنکه از حال برود. از ده رمان و سه مجموعه داستان بولانیو که همه در ده سال توفانی آخر عمرش کامل شدند، دو رمان حجیمش، «کارآگاهان وحشی» و «۲۶۶۶» از همه مشهورتر و مهم‌ترند.

### مرگ
وی در سال ۲۰۰۳ در سن پنجاه سالگی درگذشت.

## سبک نویسندگی
دو تا از مضامین کلیدی بولانیو حضور پررنگ دارند؛ یکی شخصیت‌های شاعر و نویسنده که تقریباً در تمام کتاب‌های او یا شخصیت اصلی‌اند یا یکی از شخصیت‌های فرعی مهم. داستان‌های بولانیو به نوعی حکایت‌هایی از درون ادبیاتند؛ ماجراهایی حول زندگی نویسندگان و دربارهٔ سروکله‌زدن آن‌ها با نوشتن؛ کسانی که زندگی‌شان را وقف نوشتن می‌کنند، در اغلب موارد شکست می‌خورند و در حد نویسندگان و شاعران گمنام و درجه دو می‌مانند. دوم گم شدن ناگهانی شخصیت‌ها و فقدان وابستگی آنان به محل استقرارشان است. این نویسندگان و شاعران آس‌و پاس همگی در حال سفر و تغییر مکان هستند، دقیقاً به این دلیل که به محل اقامتشان هیچ نوع وابستگی‌ای ندارند. شخصیت‌های او مدام در حال غیب شدن و پنهان شدن از زندگی دوستان خود هستند و بخش قابل توجهی از تنشی که در داستان‌ها اتفاق می‌افتد محصول همین گم و پیداشدن ناگهانی شخصیت‌هاست.
روبرتو بولانیو نماد دومین پوست‌اندازی مهم ادبیات آمریکای لاتین در قرن بیستم است؛ تحولی بنیادین در ادبیات این قاره که اواخر قرن بیستم رخ داد و هنوز جوان‌تر از آن است که تبعاتش را دریابیم. سایه آن نسل از غول‌هایی که در نیمه دوم قرن بیستم ادبیات آمریکای لاتین و چه بسا ادبیات جهان را تسخیر کردند (میگل آنخل آستوریاس، بورخس، مارکز، یوسا، فوئنتس، کارپنتیه، کورتاسارو …) بر سر نسل‌های بعد بسیار سنگین بود. نویسندگان نسل‌های بعد دو راه بیشتر نداشتند: راه غول‌ها را ادامه بدهند که چندان جذابیتی نداشت چون از یک سو بورخس و مارکز در رئالیسم جادویی و از آن سو یوسا و فوئنتس در رمان‌های سیاسی به چنان اوجی دست یافته بودند که تقلید از کارشان جز مضحکه حاصلی نداشت. این راه ساده‌تر را عده‌ای کثیر برگزیدند، همان گونه که عمدتاً در ادبیات چنین می‌کنند. از یک سو داستان‌های رئالیسم جادویی پر از حکایات مادربزرگ‌ها، عجوزه‌ها و جادوگران، تصاویر اغراق‌شده که با لحنی واقعی و سرد روایت می‌شدند، به تولید انبوه رسید و از سوی دیگر داستان دیکتاتورها، ادبیات سیاسی در باب کشتارهای جمعی سیاسی و شخصیت‌های بیمار دیکتاتورها و خشونت و سرکوب و همه آن چیزهایی که مضامین اصلی آثار یوساست. ایزابل آلنده را باید نماینده این گروه مقلدان و مشهورترین آن‌ها دانست؛ کسی که تلاش‌هایی برای تلفیق دستاوردهای نویسندگان نسل قبل از خود کرده که هیچ‌یک به اصالت و قدرت آثار بورخس، یوسا و کورتاسار نیست.
اما عده‌ای دیگر هم بودند، جوانانی عصیان‌گر و خلاق که زیر سایه ماندن را برنتافتند و به دنبال بازکردن راهی نو برای ادامه حیات خلاقانه آمریکای لاتین بودند. آنان از تکرار قصه جادوگران و دیکتاتورها خسته شده بودند؛ از اینکه به خاطر مصائب و عقب‌ماندگی‌های سیاسی و فرهنگی کشورشان زبانزد جهانیان بشوند و غربی‌ها چنان داستان‌هایشان را بخوانند که انگار در باغ وحش به دیدن حیوانی عجیب آمده‌اند، خسته شده بودند. انرژی شوکی که بورخس، یوسا و مارکز به ادبیات جهان وارد کرده بودند در انتهای قرن بیستم تخلیه شده و ادبیات آمریکای لاتین تمام قد جذب ماشین صنعت فرهنگ‌سازی غربی شده بود. نویسندگانی بودند که می‌خواستند علیه این فضا شورش کنند و حرف نوی خویش را بار دیگر به ادبیات جهان بقبولانند. روبرتو بولانیو مهم‌ترین نماینده این عصیان است.

## آثار
رمان و داستان‌های کوتاه
- زمین اسکیت (La Pista de Hielo)(۱۹۹۳)
- ادبیات نازی در آمریکا (La literatura Nazi en América) (۱۹۹۶)
- ستارهٔ دوردست (Estrella distante) (۱۹۹۶)
- کارگاهان وحشی (Los Detectives Salvajes) (۱۹۹۸)
- تعویذ (Amuleto) (۱۹۹۹)
- شبانهٔ شیلی (Nocturno de Chile)(۲۰۰۰)
- یک رمانک لمپن ( ۲۰۰۲) (Una Novelita Lumpen)
- آمبِرِس (Amberes) (۲۰۰۲)
- کابوی تحمل‌ناپذیر (El Gaucho Insufrible) (۲۰۰۴)
- ۲۶۶۶ (۲۰۰۴)
- رایش سوم (El Tercer Reich) (۲۰۱۰)
- مصائب پلیس واقعی (Los sinsabores del verdadero policía) (۲۰۱۱)

شعر

## آثار ترجمه شده به فارسی
- شبانهٔ شیلی، مترجم:ونداد جلیلی، نشر خارپشت (۱۳۹۲)
- ۲۶۶۶ / روبرتو بولانیو / محمد جوادی / انتشارات کتابسرای تندیس / چاپ چهارم ۱۴۰۲ / ۱۲۰۰ صفحه
- کارآگاهان وحشی / محمد جوادی / انتشارات نون / چاپ چهارم۱۴۰۲
- گورهای گاوچران/ محمد جوادی/ نشر چشمه/ چاپ سوم ۱۴۰۳
- روح علمی تخیلی/ محمد جوادی/ نشر کتابسرای تندیس/ ۱۴۰۳
- آخرین غروب‌های زمین، مترجم:پویه میثاقی، نشر چشمه
- آنت ورپ، مترجم:محمد حیاتی، نشر شورآفرین
- ستارهٔ دوردست، مترجم:پویا رفویی، نشر بخشایش
- شرم نوشتن، کتاب نشر نیکا
- موسیو پن، مترجم:پویه میثاقی، نشر چشمه، چاپ اول ۱۳۹۵
- شبانه‌های شیلی، ترجمهٔ رباب محب، انتشارات بوتیمار، ۱۳۹۲
- یک رمانک لمپن، ترجمه (از اسپانیایی) مریم اسماعیل‌پور - وحید علیزاده رزازی، نشر ماهی، چاپ اول: اردیبهشت ۱۳۹۶
- تعویذ، ترجمه: رباب محب، تهران نشر ماهی. چاپ اول: بهار ۱۳۹۷ شابک ۹۷۸-۹۶۴-۲۰۹-۲۵۸-۱
- کابوی تحمل‌ناپذیر، ترجمه (از اسپانیایی) وحید علیزاده رزازی، نشر بیدگل، چاپ اول: اردیبهشت ۱۳۹۸
- رایش سوم. ترجمه: رباب محب. تهران. نشر آده. چاپ اول. ۱۴۰۱ شابک: ۹۷۸۶۲۲۹۲۶۳۶۳۱
- شبانه های شیلی، ترجمهٔ  رباب محب، انتشارات آده،  چاپ اول ۱۴۰۲، شماره کتابشناسی ملی ۹۴۴۷۳۷۵